# Calyptorhynchus banksii
La cacatúa colirroja (Calyptorhynchus banksii) es una especie de ave psitaciforme de la familia Cacatuidae. Es una cacatúa de gran tamaño que vive en Australia. La especie se conoció como Calyptorhynchus magnificus durante décadas hasta que en 1994 se decidió oficialmente conservar el actual. Es más común en las partes más secas del continente. Se reconocen cinco subespecies, que se diferencian significativamente en el tamaño del pico. Aunque las subespecies norteñas están muy extendidas, las dos del sur están amenazadas por la reducción de la superficie de los bosques y las alteraciones de sus hábitats.
Los adultos de cacatúa colirroja miden alrededor de 60 centímetros de largo y presentan dimorfismo sexual. Los machos son completamente negros, a excepción de unas llamativas bandas rojas en la cola, mientras que las hembras, que son algo menores, presentan en la cabeza, pecho, alas y cola listados y moteados en distintos tonos de amarillo. La especie generalmente se encuentra en los bosques de eucaliptos o junto a los cursos de agua. En las zonas más al norte del país estas cacatúas se ven en bandadas corrientemente. Se alimentan de semillas y anidan en cavidades, por lo que dependen de los árboles de gran diámetro. Las cacatúas colirrojas son las cacatúas negras más adaptables para la avicultura, aunque como el resto de cacatúas negras, son raras fuera de Australia.

## Taxonomía y nomenclatura

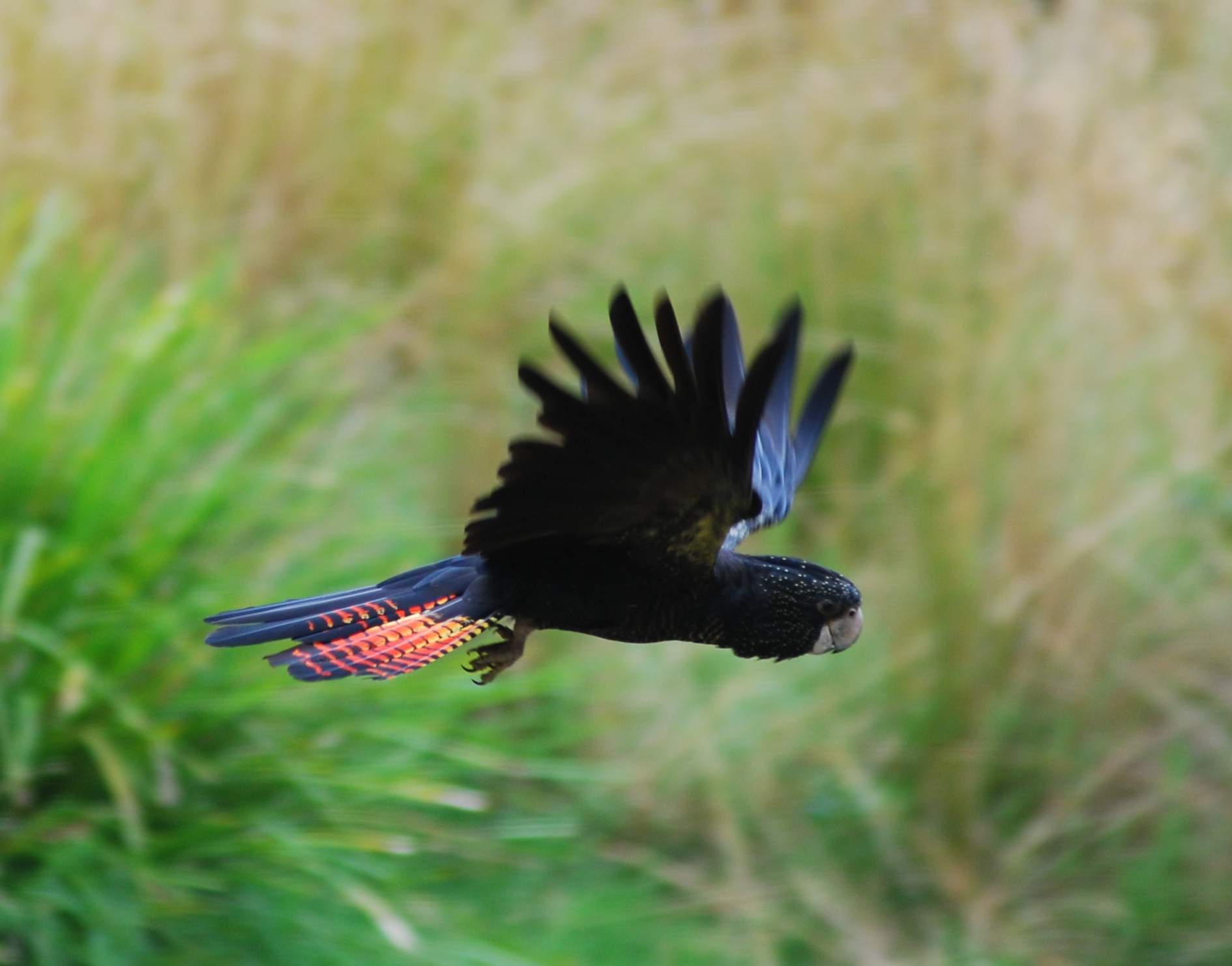
Cacatúa colirroja en vuelo, en Healesville Sanctuary.

El complejo de especies fue descrito científicamente por primera vez por el ornitólogo John Latham en 1790 como Psittacus banksii, en honor del botánico inglés Joseph Banks. La cacatúa colirroja también tiene el honor de haber sido la primera ave de Australia oriental del que los europeos hicieron una ilustración, de una hembra, probablemente recolectada en el río Endeavour en el norte de Queensland, esbozada por el delineante de Banks Sydney Parkinson en 1770. Poco antes que Latham el natura inglés George Shaw hizo la descripción de Psittacus magnificus de un espécimen recolectado en algún lugar de la región de Port Jackson (ahora Sídney). Durante muchos años la especie fue denominada como Calyptorhynchus magnificus a raíz de que Gregory Mathews en 1927 propuso que el nombre de Shaw antecedía a la descripción de Latham de 1790. Durante varias décadas la propuesta de Mathews se aceptó por muchas autoridades, aunque no estaba claro si el ejemplar de Port Jackson era realmente a una cacatúa colirroja o, más probablemente cacatúa lustrosa. En 1994 se aceptó una solicitud en el ICZN para conservar Calyptorhynchus banksii como nombre científico. La catatúa colirroja es de tipo nomenclatural del género Calyptorhynchus, cuyo nombre deriva de los términos griegos calypto-/καλυπτο- "oculto" y rhynchus/ρυγχος "pico". Este nombre fue usado por primera vez por Anselme Gaëtan Desmarest en 1826.
En 1827 Jennings propuso el nombre Psittacus niger para esta ave. Esta combinación binomial ya había sido usada por Carolus Linnaeus para el loro negro en 1758, y por Johann Friedrich Gmelin para la catatúa enlutada en 1788; por lo que se consideró inválido incluso cuando ambas especies ya eran nombradas de otra forma.

### Clasificación
La cacatúa colirroja está cercanamente emparentada con la cacatúa lustrosa. Las dos especies forman un subgénero Calyptorhynchus con el mismo nombre que el género. Ambas se distinguen del otro subgénero de cacatúas negras  Zanda por su marcado dimorfismo sexual y las llamadas de los juveniles, unos tienen una llamada chirriante de mendigueo mientras que otros emiten sonidos cuando tragan comida. La cacatúa colirroja fue la única cacatúa negra cuyos genes se usaron en un estudio genético clave para la clasificación de las cacatúas en 1999, porque solo se buscaba una relación general entre los géneros de cacatúas y solo se necesitaba una especie de cacatúa negra.
Se reconocen cinco subespecies, dos de las cuales se encuentran en situación vulnerable. Se diferencian principalmente por el tamaño y la forma de sus picos, el tamaño general del ave y la coloración de las hembras:
- C. b. banksii se encuentra en Queensland y, raramente, llega hasta el norte de Nueva Gales del Sur. Es la subespecie más grande y tiene el pico de tamaño medio.[18] Se mezcla con la subespecie macrorhynchus alrededor del Golfo de Carpentaria. Ha desaparecido de gran parte de su antigua área de distribución en el norte de Nueva Gales del Sur y el sur de Queensland.[19]
- C. b. graptogyne, (En peligro)[20] conocida como cacatúa colirroja del sureste, se encuentra en el suroeste de Victoria y el sur este de Australia Meridional en la zona bordeada al oeste por Mount Gambier, al sur por Portland, Horsham por el noreste y Bordertown por el norte.[21] Es la menor de las cinco subespecies,[18] no se reconoció como subespecie diferenciada hasta la década de 1980.[22][23] depende principalmente de la presencia de Eucalyptus baxteri, Eucalyptus camaldulensis y Allocasuarina luehmannii para su alimentación y anidamiento.[24] Estas tres especies de árboles han sido amenazadas por los roturamientos de tierra y las zonas que quedan en su estado original están en manos privadas, solo quedan entre 500–1000 aves de la subespecie.[25] La subespecie y su hábitat son objeto de un plan de recuperación nacional.[26] En 007 los terratenientes locales fueron subvencionados para que ayudaran a regenerar las zonas de hábitat apropiado.[27]
- C. b. macrorhynchus, recibió de Mathews el nombre de cacatúa de gran pico,[28] se encuentra por todo el norte de Australia. A pesar de estar de ser abundante y estar muy extendida, esta subespecie ha sido poco estudiada. Es de gran tamaño y tiene un gran pico. Las hembras carecen del color rojo en las colas.[8]
- C. b. naso (casi amenazada)[29][30] se conoce como cacatúa colirroja de bosque y se encuentra en el extremo suroeste de Australia Occidenta, entre Perth y Albany. Esta variedad es la que tiene el pico de mayor tamaño,[31] y prefiere los bosques de Corymbia calophylla, Eucalyptus marginata y Eucalyptus diversicolor.[32]
- C. b. samueli está presente en cuatro poblaciones diseminadas, en la costa central de Australia Occidental desde el sur de Pilbara hasta el norte de Wheatbelt en las proximidades de Northam, y en los cursos de los ríos del interior de Australia Central, el suroeste de Queensland y el curso alto de la cuenca del río Darling en el oeste e Nueva Gales del Sur. Los individuos de esta subespecie son generalmente más pequeños y tienen el pico de menor tamaño que los de la nominal banksii.[33]

## Descripción

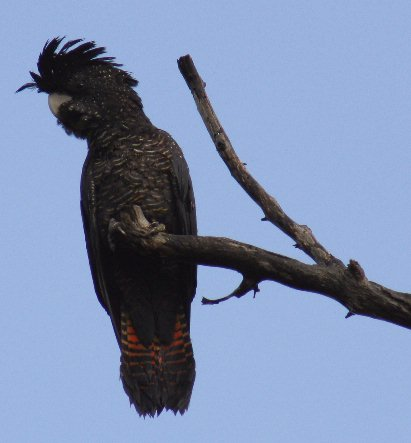
Cacatúa colirroja, hembra de la subespecie C. b. naso, parque nacional Whicher Range, Australia Occidental

Las cacatúas colirrojas miden alrededor de 60 centímetros de lago. El plumaje de los machos es completamente negro a excepción de los laterales de la cola que son de color rojo intenso. Tienen un prominente penacho formado por plumas negras que va de la frente al nuca. Su pico es de color gris oscuro. Las hembras son negras con listas naranja amarillentas en la cola y el pecho, y motas amarillas en degradado hacia el rojizo en las mejillas y alas. Su pico es más claro y de color hueso. Sus partes inferiores presentan un fino listado amarillo sobre la base negra. Los machos pesan entre 670 y 920 gramos, mientras que las hembras pesan algo menos entre 615–870 gramos.
Los juveniles de cacatúa colirroja se parecen a las hembras hasta la pubertad, que se produce alrededor de los cuatro años, aunque el listado de sus partes inferiores es más claro. A medida que las aves alcanzan la madurez, los machos reemplazan gradualmente sus plumas amarillas de la cola por otras rojas; el proceso completo demora alrededor de cuatro años. Como las demás cacatúas, las colirrojas pueden ser muy longevas , en 1938, ornitólogo Neville Cayley registró una de más de cincuenta años en el zoo de Taronga. Otra ave residente de los zoos de Londres y Róterdam murió a la edad de 45 años y 5 meses en 1979.
Se han registrado muchas llamadas diferentes de la cacatúa colirroja. La llamada de contacto entre individuos es un krur-rr o kree metálico, emitido siempre en vuelo y que puede llegar a largas distancias. Su llamada de alarma es aguda. Los machos en parada nupcial emiten una secuencia de rugidos suaves seguidos de un repetitivo krid-krid-krid-krid.

## Distribución y hábitat

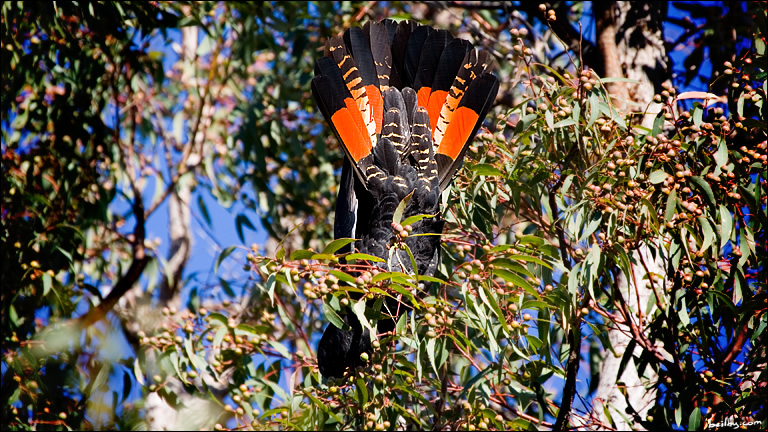
Macho juvenil boca abajo, en Darling Scarp, en Australia Occidental.

La cacatúa colirroja se encuentra principalmente en las partes más secas de Australia. Es abundante y está muy extendida por una ancha franja del de la mitad norte del país, donde se considera una plaga para la agricultura, mientras que sus poblaciones son más aisladas en el sur. Se encuentra en una gran variedad de hábitats, desde los matorrales y herbazales, las arboledas de eucaliptos, robles hembra y acacias, hasta las densas selvas tropicales. La especie depende de los grandes eucaliptos viejos para anidar en los huecos de sus troncos, aunque la especie que usa varía en cada parte del país.
Las cacatúas no son completamente migratorias, pero realizan desplazamientos estacionales regulares en diferentes partes de Australia. En las áreas el Territorio Norte abandonan las zonas de alta humedad en la estación de las lluvias estival. En otras partes del país los desplazamientos estacionales de las cacatúas tienden a estar marcados por la búsqueda de recursos alimenticios, un patrón registrado en norte de Queensland, y Nueva Gales del Sur. En el suroeste de Australia Occidental las dos subespecies presentes parecen tener un patrón norte-sur; hacia el norte tras la cría en el caso de la subespecie naso, mientras que los movimientos de la subespecie samueli son irregulares y no están relacionados con las estaciones.

## Comportamiento

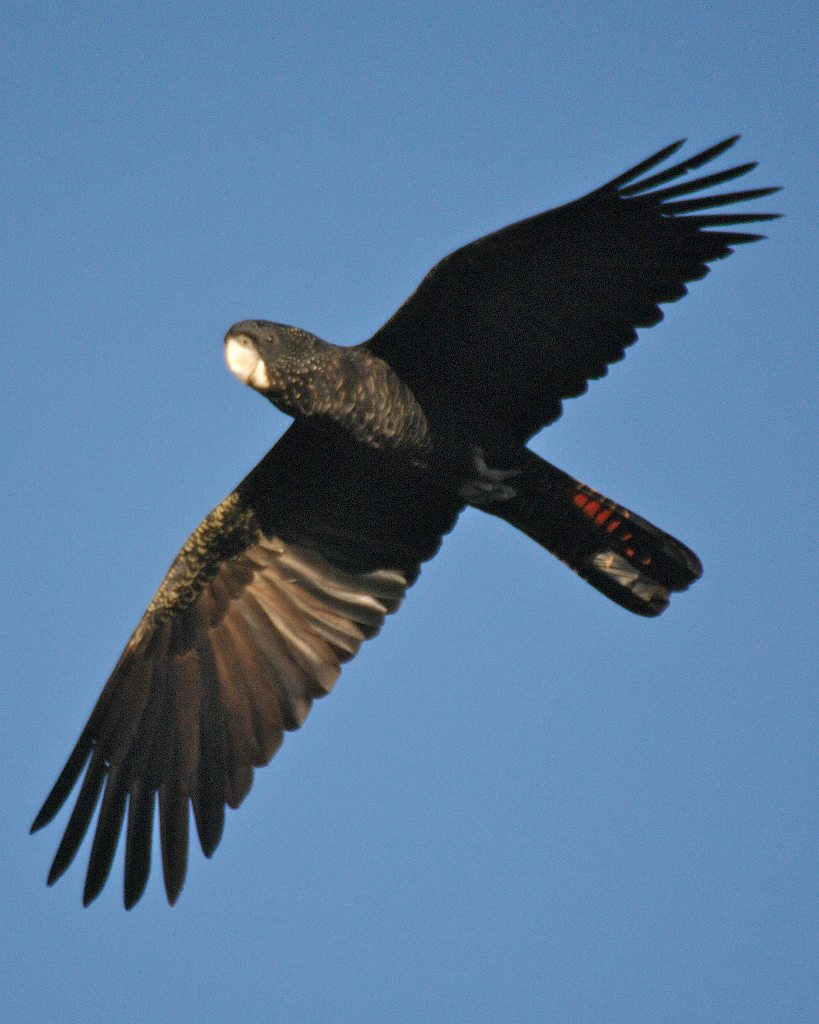
Ejemplar en vuelo.

Las cacatúas colirrojas son diurnas, chillonas y ruidosas, y con facilidad pueden ser avistadas a en pequeñas bandadas, algunas veces mezcladas con otras cacatúas. Las grandes bandadas de hasta 500 aves normalmente solo pueden verse en el norte o cuando estas aves se concentran en alguna fuente de alimento. Por otro lado generalmente se muestran tímidos frente a los humanos. En el norte y el centro de Australia suelen alimentarse en el suelo, mientras que las dos subespecies del sur, graptogyne y naso, son casi exclusivamente arbóreas. Tienen a volar despacio con aleteos intermitentes y enérgicos, muy diferentes de los aleteos suaves de la parecida cacatúa lustrosa. A menudo vuelan a alturas considerables.

### Dieta
Aunque las cacatúas colirrojas se alimentan de una gran variedad de cereales nativos e introducidos, la principal parte de su dieta son las semillas del eucalyptus. Existe una estrecha relación entre la especie y los árboles de grandes frutos. Estos varían a lo largo de Australia pero incluyen al Corymbia calophylla en el suroeste de Australia Occidental, al Eucalyptus miniata por el norte del país, E. baxteri en Victoria y Corymbia polycarpa y C. intermedia en Queensland. Las cacatúas se ayudan del pico para alcanzar las ramitas con racimos de cápsulas de semillas, entonces se aferran con sus garras mientras recolectan las semillas masticando y tiran al suelo los desperdicios. Entre otras consumen semillas y nueces están los de los árboles de los géneros Acacia, Allocasuarina, Banksia, Grevillea y Hakea, además de frutos y bayas y diversos insectos. Las cacatúas se han adaptado a comer algunas plantas introducidas como la romaza austral (Emex australis). Existen algunas pruebas de que consumen rábanos silvestres (Raphanus raphanistrum), mostaza africana (Brassica tournefortii) y sandías y melones (Citrullus y Cucumis).

### Reproducción
Los machos de cacatúa colirroja cortejan a las hembras erizando la cresta y las plumas de las mejillas, ocultan el pico, y entonces cantan y se pavonean, finalizando con un salto y desplegando rápidamente las plumas rojas de su cola hacia la hembra, que con frecuencia responde mordiéndole. La época de cría tiene lugar generalmente de mayo a septiembre, excepto en los casos de la subespecie del sureste que anidan durante el verano (de diciembre a febrero). Las parejas de la subespecie samueli de la región Wheatbelt de Australia Occidental pueden realizar dos nidadas, mientras que la subespecie del sureste solo realiza una. Realizan sus nidos en el interior de huecos de la parte superior de los troncos los grandes árboles. Por lo general eligen árboles aislados para poder llegar hasta ellos con mayor facilidad. Pueden usar el mismo árbol durante muchos años. Los huecos pueden tener profundidades de entre 1 y 2 metros de profundidad y 0,25–0,5 metros de ancho, y su fondo tiene una base de astillas. La puesta suele constar de uno o dos huevos blancos, sin brillo, aunque el segundo pollo en la mayoría de los casos no consigue salir adelante.

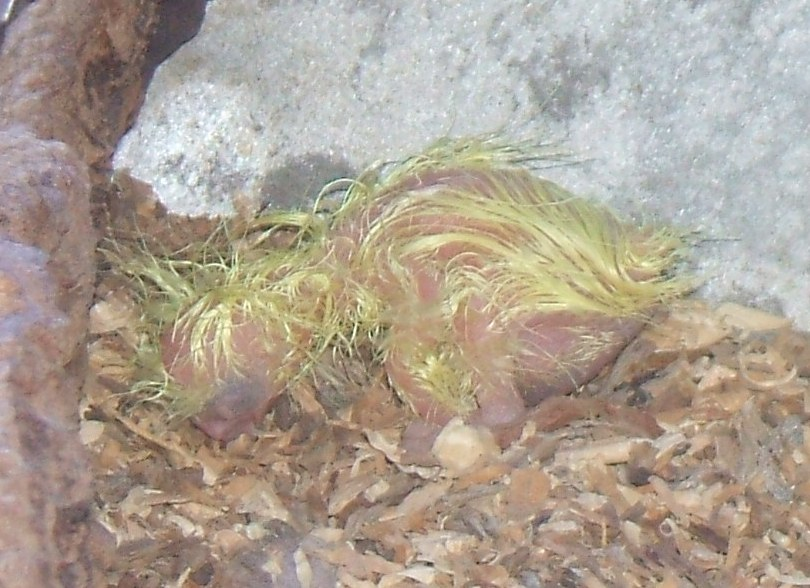
Pollo de una hora.
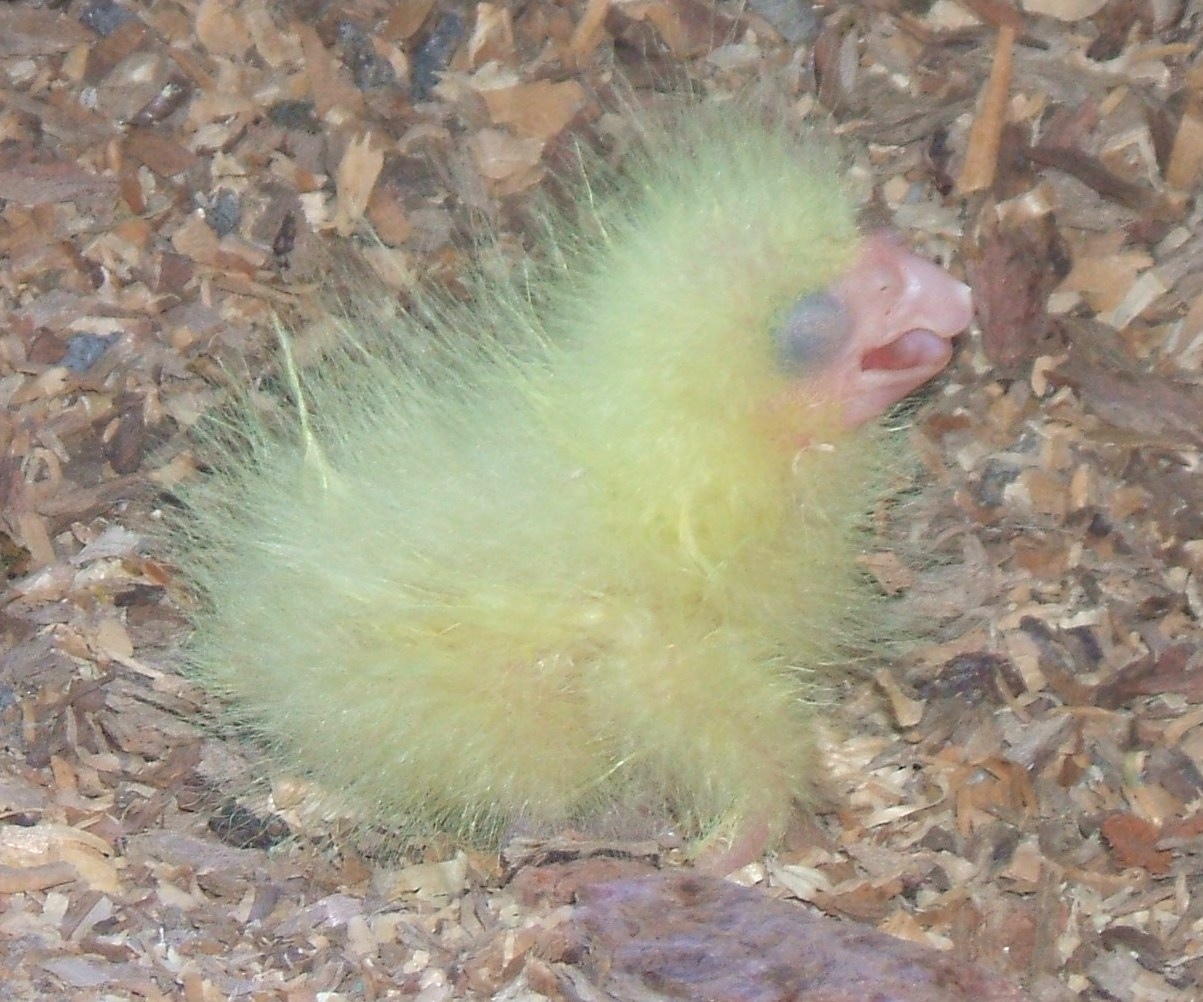
Pollo de un día.
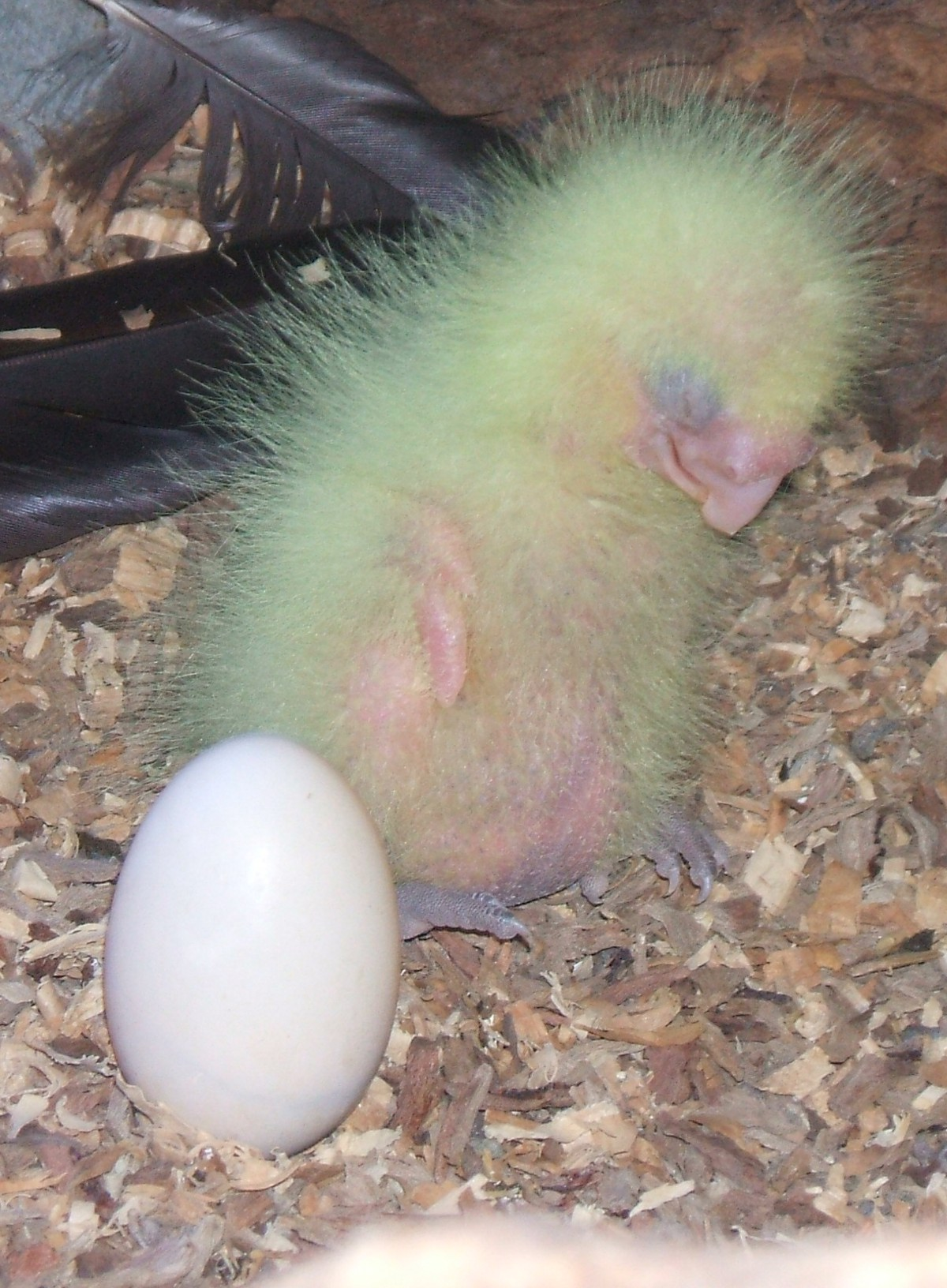
Pollo de una semana.
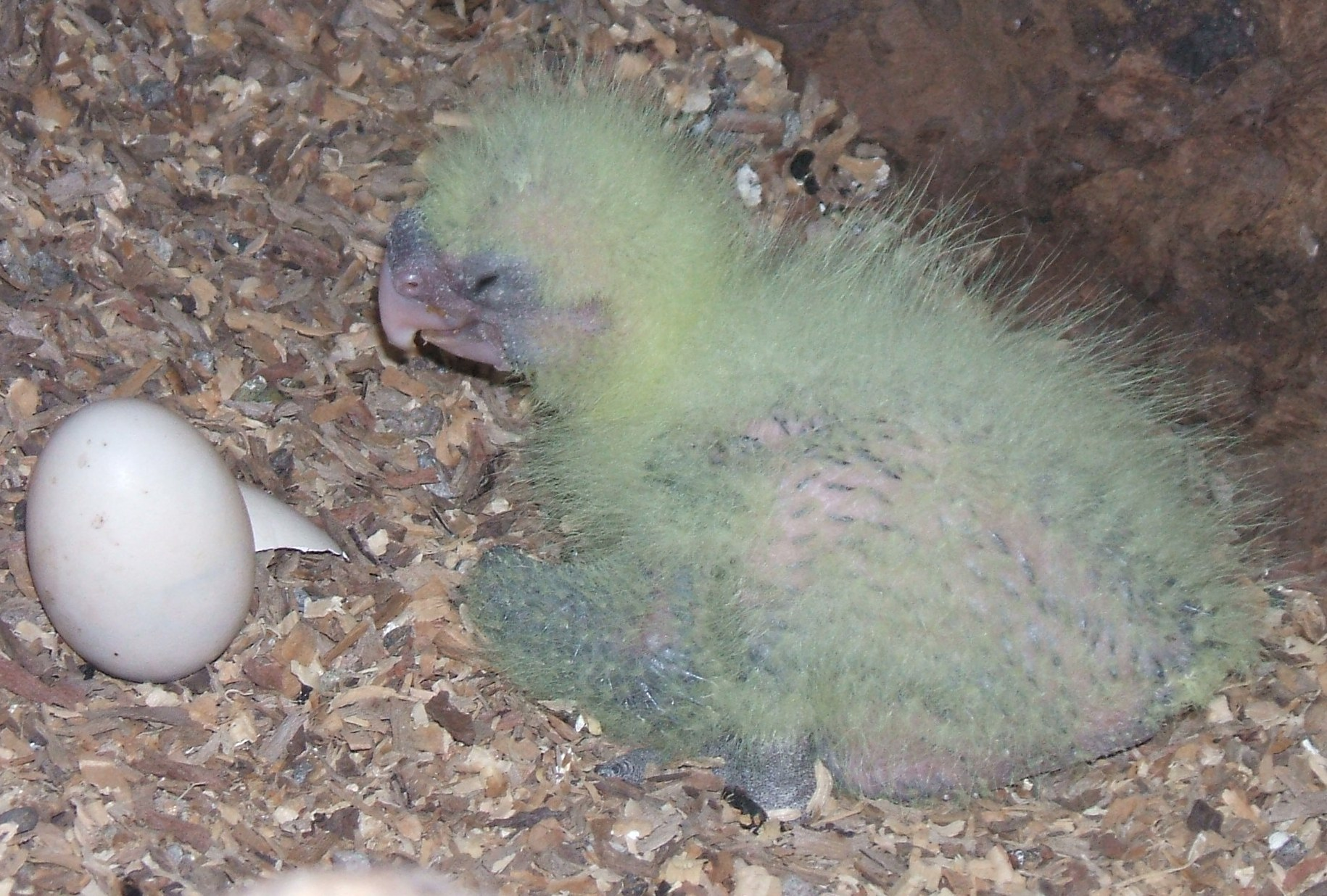
Pollo de dos semanas.
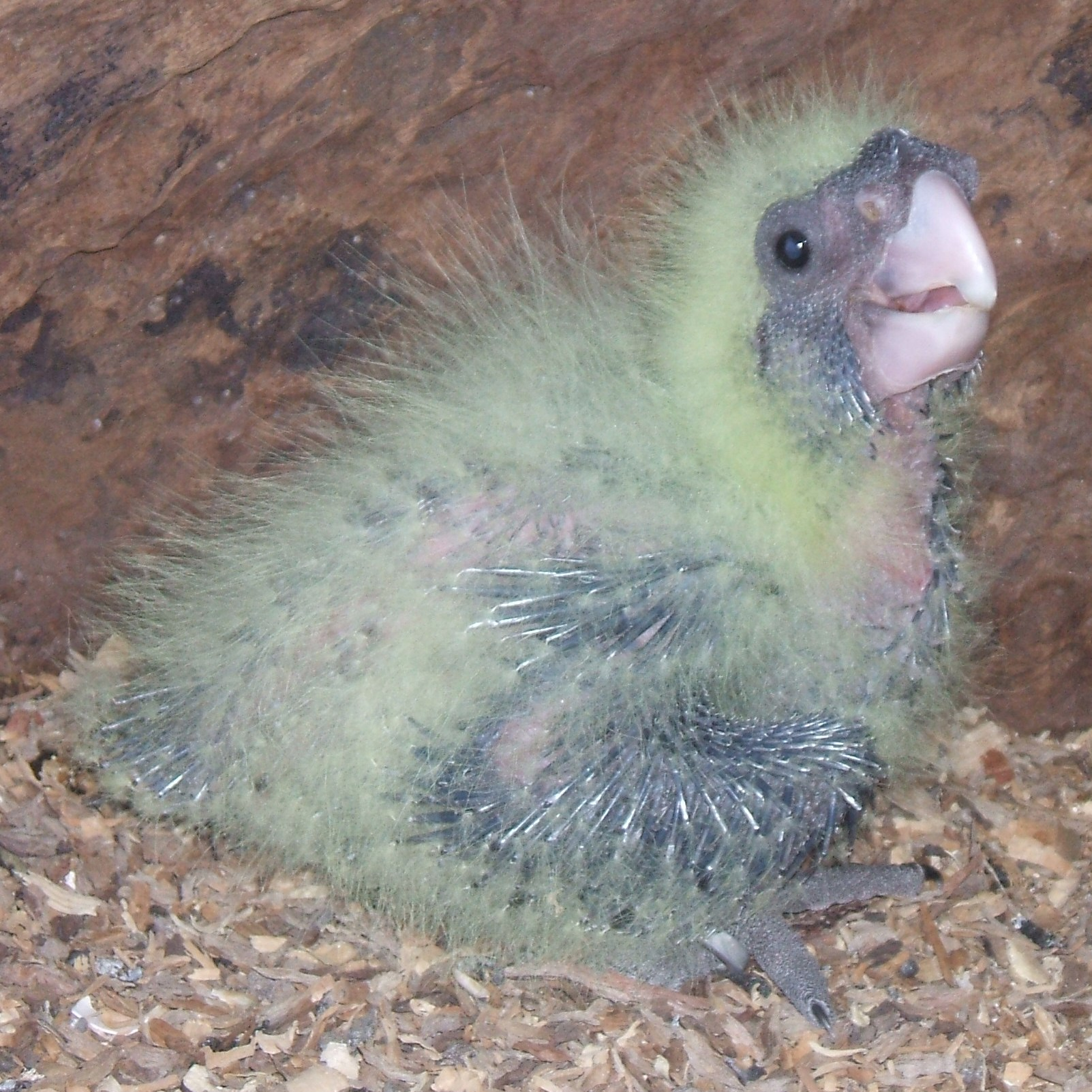
Pollo de tres semanas.
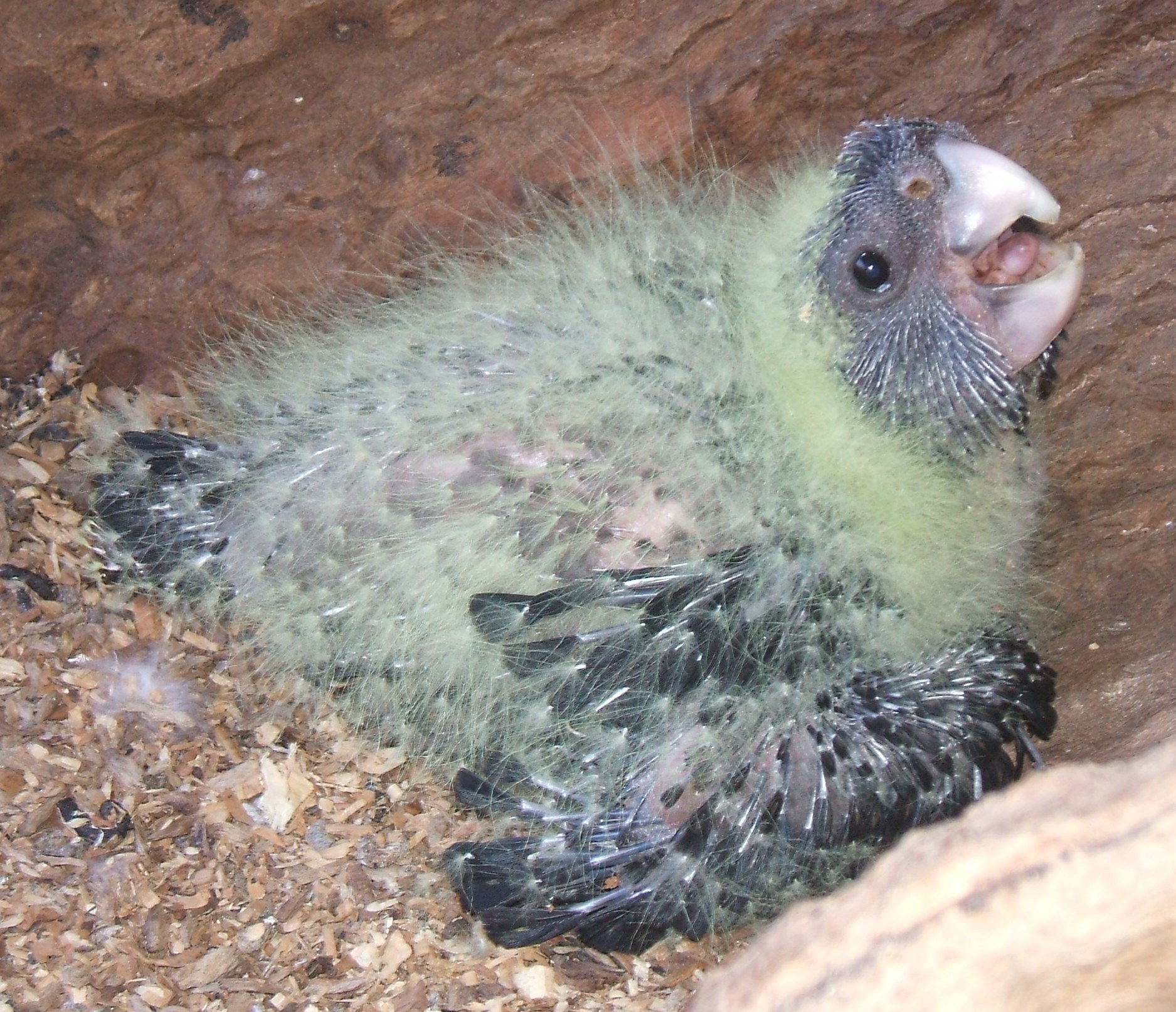
Pollo de cuatro semanas.
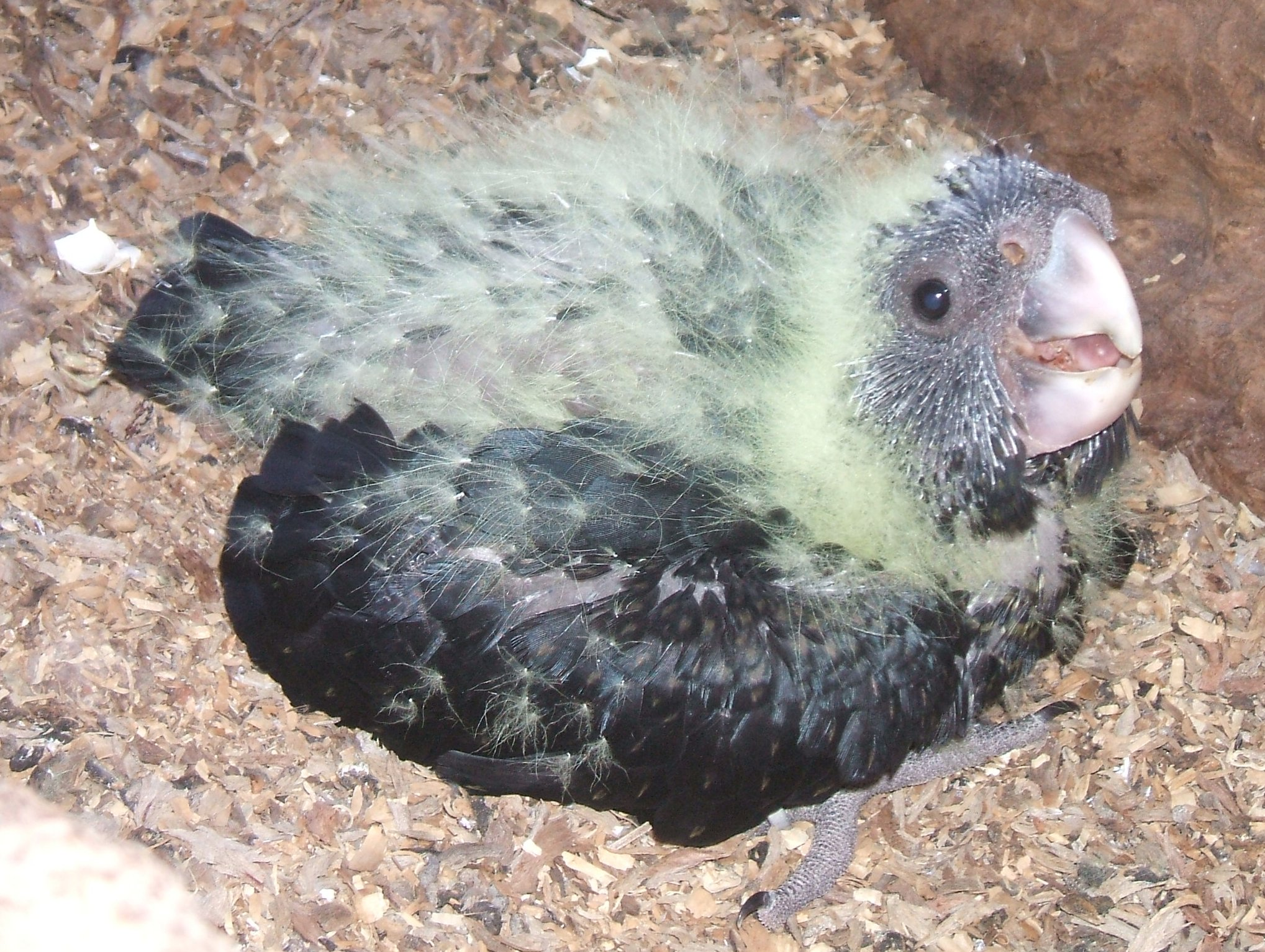
Pollo a las cinco semanas.
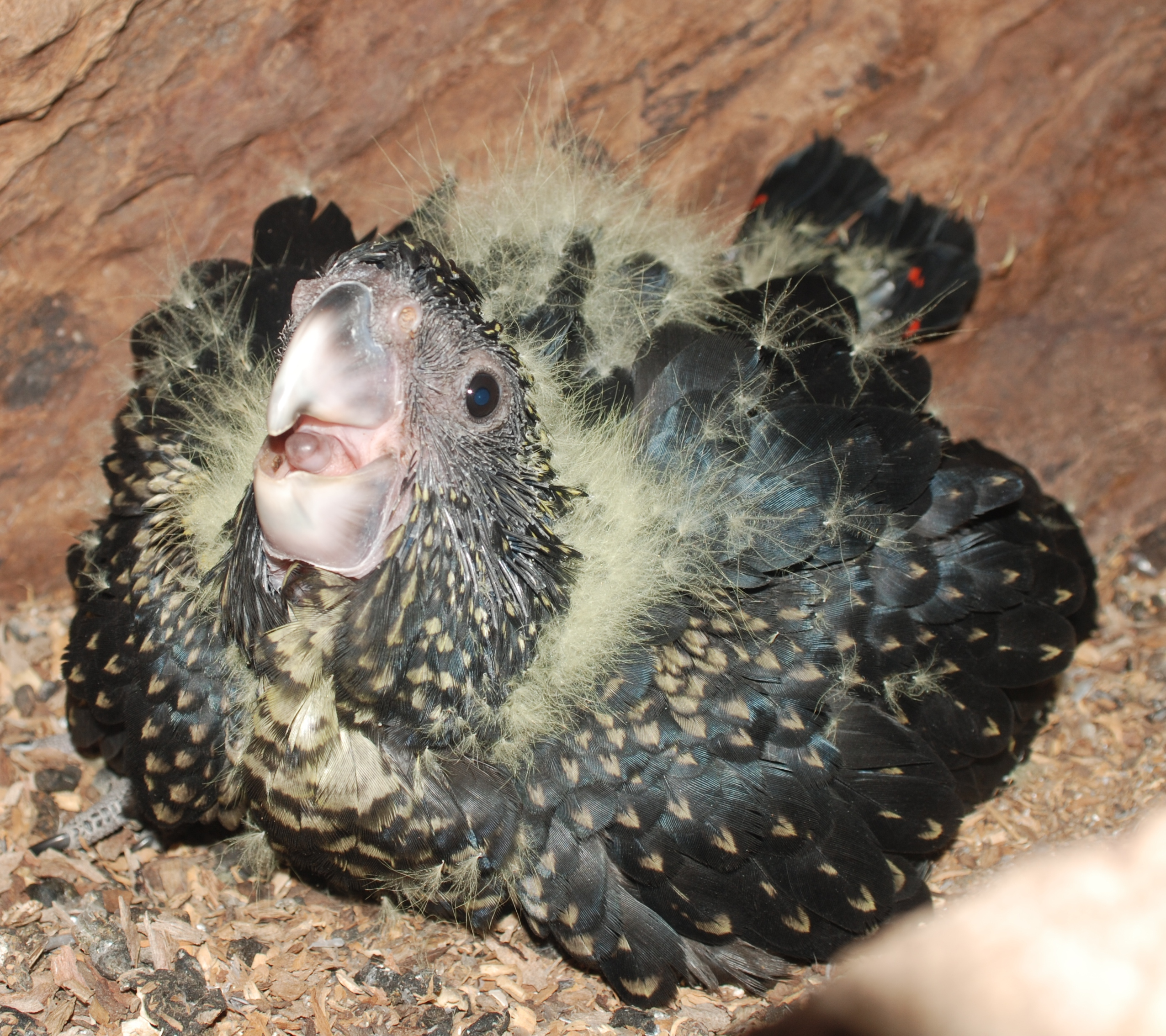
Pollo a las seis semanas.

Un huevo tarda unos 30 días en eclosionar. Los ojos de los pollos se abren alrededor de las 3 semanas y su plumón blanquecino amarillento empezará a ser sustituido por los cañones de las plumas negras a las 3 semanas. Los pollos abandonarán el nido tras cuatro meses, y los juveniles de ambos sexos tienen un plumaje parecido al de la madre.

## Relación con los humanos
Las cacatúas resultan ser una plaga para los cultivos de cacahuete y otras cosechas en las colinas de Lakeland en el extremo norte de Queensland. Allí las cacatúas en bandadas de cientos de aves han aprendido a arrancar las plantas de cacahuetes para sacarlos. También causan daños en los cables eléctricos y en los aspersores de riego.

### Estado de conservación

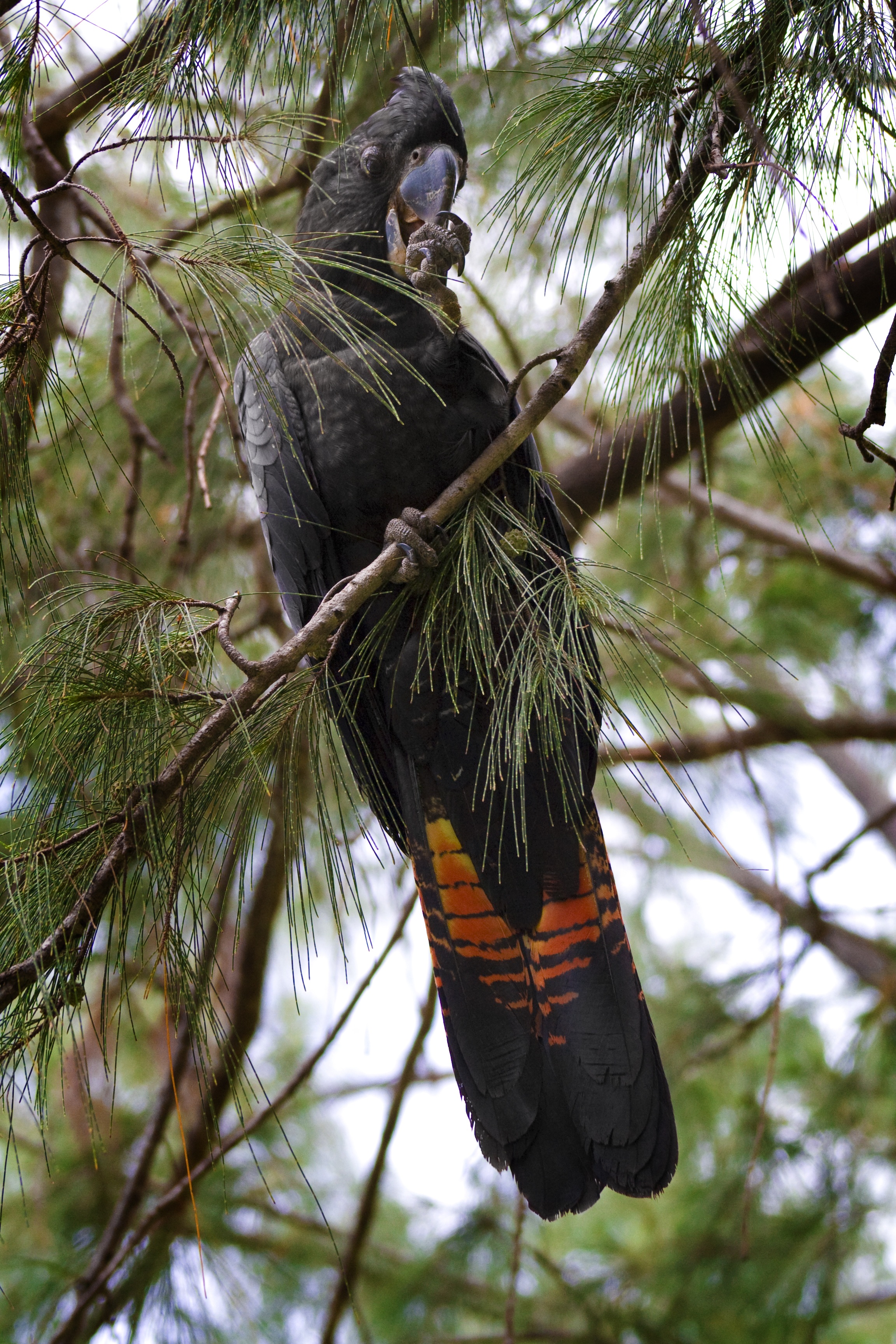
Macho de cacatúa colirroja alimentándose de semillas de Casuarina en el Territorio del Norte, Australia.

La cacatúa colirroja está protegida por la ley australiana (Environment Protection and Biodiversity Conservation Amendment (Wildlife Protection) Act 2001).
Estas aves se encuentran clasificadas internacionalmente en el apéndice II del CITES, que permite el comercio de ejemplares vivos capturados en la naturaleza y los criados en cautividad, si tales exportaciones no producen un detrimento de las poblaciones salvajes. Aunque las actuales restricciones sobre sus exportaciones comerciales desde Australia no están impuestas por el CITES. Además la subespecie C. b. graptogyne está explícitamente incluida en la lista de aves en peligro de Australia en la ley de protección ambiental y conservación de la biodiversidad de 1999.
Además el estatus de la cacatúa colirroja tanto como especie como subespecie varía entre los distintos estados de Australia. Por ejemplo:
- La subespecie del sureste C. b. graptogyne está incluida en el listado 7 de la ley de parques nacionales y vida salvaje (1972) de Australia del Sur.[53] es la que tiene la población más reducida con unos 1000 individuos, y está en peligro de extinción.[54]

- C. b. graptogyne también está incluida en el listado de especies amenazadas de la ley garante de la flora y fauna (1988) de Victoria.[55] Según esta ley se ha de preparar una acción que para recobrar y gestionar el futuro de esta especie.[56] En este listado la cacatúa colirroja aparece con su anterior nombre científico, Calyptorhynchus magnificus. En la lista de aviso de 2007 sobre la fauna de vertebrados de Victoria, esta especie se cataloga como en peligro.[57]

- La cacatúa colirroja se cataloga como vulnerable en la ley de conservación de especies amenazadas (1995) de Nueva Gales del Sur.[58]

### Contrabando ilegal
Como muchas cacatúas y loros australianos las cacatúas de cola roja está amenazada por el lucrativo tráfico ilegal de aves. La alta demanda y la gran mortalidad en los traslados suponen que se captura muchas más aves de las que realmente se venden. En 1997 el departamento de recursos naturales, medio ambiente y las artes del gobierno del Territorio Norte (NRETA) propuso un plan de gestión de C. b. macrorhynchus para parar el tráfico ilegal de huevos y pollos. Esta subespecie, que es relativamente abundante en parte del Territorio Norte, se pensó que podría sustentar una recolecta limitada de pollos con propósitos comerciales. Esto supuso la protección de las zonas de recolecta seleccionadas limitando el número de huevos y pollos capturados a 600 por año, y debiéndose marcar con microchip a todos ellos. Se emitirían permisos distintos para capturarlos y exportarlos, así como para mantenerlos como mascota.

### Plan del NRETA
El plan del gobierno del Territorio del norte para recolectar pollos de la naturaleza de forma controlada recibió el apoyo de un grupo de biólogos que argumentaron que el planteamiento de no hacer nada no había logrado parar el tráfico ilegal y que los fondos públicos disponibles para la conservación de especies y hábitat era limitado. Pensaban que un colapso catastrófico de la población del territorio norte era altamente improbable, y que las cacatúas se beneficiarían del incremento del cuidado y el conocimiento de su biología por parte de los terratenientes. Además sería una contribución valiosa para contribuir a la utilización sostenible de los recursos naturales.
En cambio otros expertos plantearon serias dudas sobre la gestión del plan. El famoso biólogo Joseph Forshaw se opuso por varios motivos. Expresó su preocupación de que los problemas producidos por las extracciones se enmascararan durante mucho tiempo debido a la gran longevidad de las cacatúas, y que cuando salieran a la luz la recuperación de la población fuera imposible. Además temía que un aumento de la oferta bajaría los precios y provocaría la disminución de la rentabilidad de los implicados. Otros grupos como la Federación de Avicultura de Australia (AFA) expresó su preocupación de que las poblaciones pudieran estar envejecidas debido a la falta de lugares de anidamiento y que fueran especialmente vulnerables a la pérdida de juveniles, y que no se detectara en muchos años. Además temía que como los adultos se emparejan de por vida, las aves cuya pareja fuera capturada no se emparejaría más. Hasta la fecha el plan no se ha puesto en marcha, la comisión del senado australiano sobre la utilización comercial de la fauna nativa australiana concluyó a principios de 1998 que la captura comercial habitual de aves adultas debía prohibirse.

### Avicultura

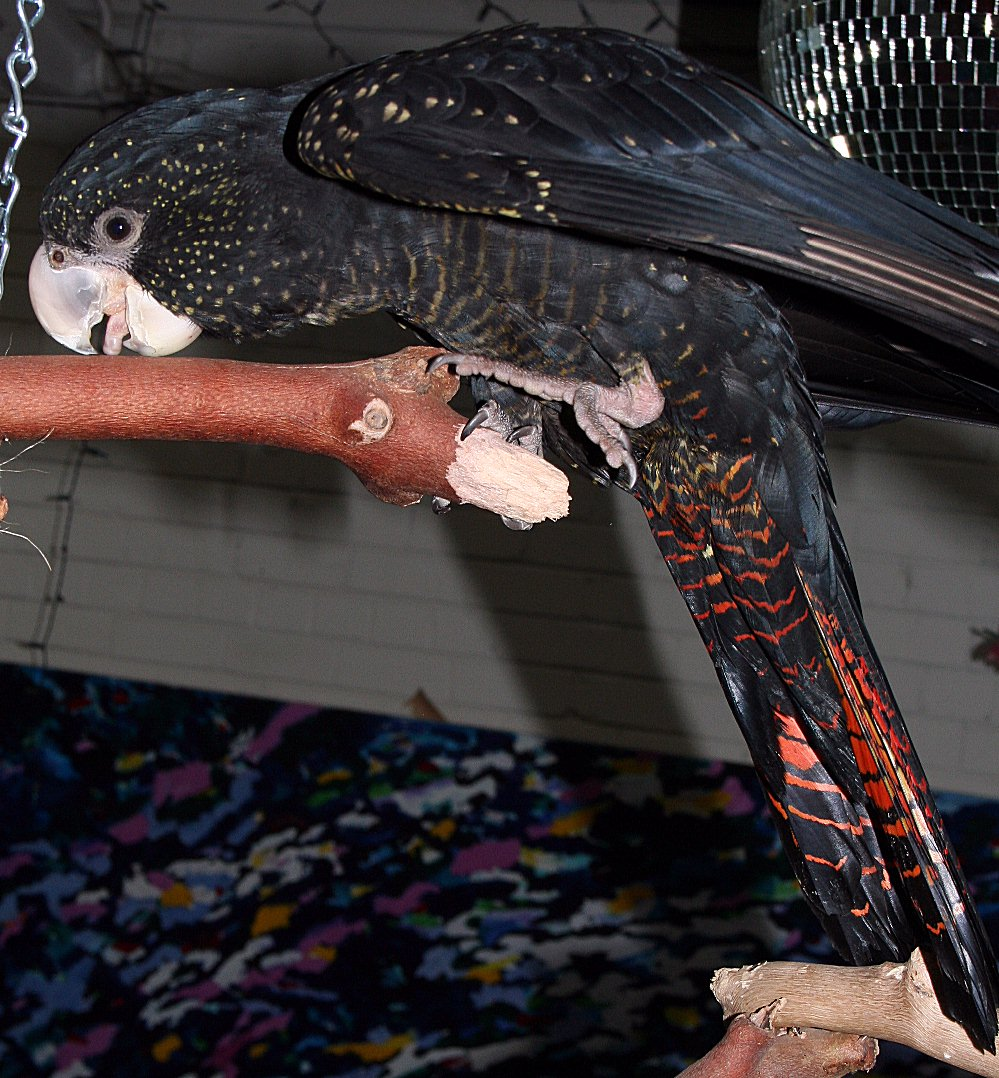
Hembra doméstica adulta de la subespecie samueli.

A finales de la década de 1990 las cacatúas alcanzaron precios 1750 $ en Australia y 8900 $(~6000 US$) en el exterior. Las aves criadas a mano se pueden comprar por precios entre 15.000 $ y 40.000 $ en Estados Unidos, donde son una especie rara en avicultura. Las cacatúas criadas a mano pueden aprender unas pocas palabras y son bastante cariñosas, aunque los machos pueden troquelarse y por ello hacer improbable su reproducción. La cacatúa colirroja es la cacatúa negra más corriente en cautividad, y pueden llegar a ser robustas y longevas si se les da el espacio suficiente. Hasta ahora las subespecies en cautividad más habituales C. b. banksii y C. b. samueli, aunque en el pasado las aves con frecuencia se cruzaban sin atender a la subespecie de procedencia. Sin embargo al incrementarse el interés por la conservación muchos avicultores ahora se preocupan por mantener la integridad de las subespecies separadas en sus reproducciones y evitan los cruces.
Estas cacatúas crían fácilmente en cautividad, y pueden poner huevos cada 3 semanas entre febrero y noviembre. Mientras la hembra que tenga un huevo en su nido no pondrá otro. El mejor periodo para empezar a criar los pollos a mano es alrededor de las diez semanas, cuando las plumas negras han crecido aunque están todavía cortas. Los pollos están completamente desarrollados a los cuatro meses. Los machos adultos se mostrarán agresivos con los jóvenes machos cuando lleguen a la pubertad (a los 4 años), por lo que deben trasladarse a otras jaulas.

### Representaciones culturales
Una cacatúa colirroja llamada Karak fue la mascota oficial de los Juegos de la Mancomunidad de 2006 que se celebraron en Melbourne. La promoción coincidió con la puesta en marcha de iniciativas para asegurar la supervivencia de la subespecie del sur graptogyne, además del incremento de la conciencia medioambiental en los juegos.
Una historia tradicional del oeste de Arnhem Land habla de una cacatúa colirroja y su marido el cuervo, que eran personas-ave, a los que les salieron plumas al contraer una enfermedad del otro lado del mar del norte. Por miedo a ser enterrados se transformaron en aves y se surcaron el cielo a gran altura. En el folklore del pueblo Tiwi, la cacatúa colirroja era quien acompañaba a los muertos hasta el paraíso.